# نيكولاس سبولي
نيكولاس فيديريكو سبولي (بالإسبانية: Nicolás Federico Spolli)‏ الشهير باسم نيكولاس سبولي (مواليد 20 فبراير 1983 في روساريو - الأرجنتين) لاعب كرة قدم أرجنتيني يلعب حاليا لصالح نادي الدرجة الأولى كاتانيا الإيطالي منذ 2009 في مركز قلب الدفاع .

## روابط خارجية
- نيكولاس سبولي على موقع قاعدة بيانات كرة القدم.إي يو (الإنجليزية)
- نيكولاس سبولي على موقع Soccerway.com (الإنجليزية)
- نيكولاس سبولي على موقع عالم كرة القدم.نت (الإنجليزية)
- نيكولاس سبولي على موقع كووورة
- نيكولاس سبولي على موقع AS.com (الإسبانية)